# 鄒光祚
鄒光祚（1522年—？），字承卿，號鹤山，江西饒州府鄱陽縣人，軍籍，明朝政治人物。

## 生平
壬子科（1552年）江西鄉試第八十四名舉人。嘉靖三十五年（1556年）中式丙辰科二甲第三十一名進士。通政司观政，授刑部主事，四十年升员外、郎中，四十一年升广东肇庆府知府，四十五年升雲南按察司副使，隆慶四年三月升为四川布政使司右参政，六年七月升山西按察使，万历二年正月升四川右布政使，三年四月升左布政，九月乞归。

## 家族
曾祖鄒廷瑞，壽官；祖父鄒魯；父鄒麒，生员封刑部主事加封知府。母吳氏，封太安人加恭人。弟光裕（舉人）、光禎（生员）、光祖、光禪、光祜（生员）、光袍、光神、光禄、光禴。